# Арістіде Гварнері
Арістиде Гварнері (італ. Aristide Guarneri, * 7 березня 1938, Кремона) — колишній італійський футболіст, захисник. По завершенні ігрової кар'єри — футбольний тренер.
Як гравець насамперед відомий виступами за клуб «Інтернаціонале», а також національну збірну Італії.
Триразовий чемпіон Італії. Дворазовий володар Кубка чемпіонів УЄФА. Дворазовий володар Міжконтинентального кубка. У складі збірної — чемпіон Європи.

## Клубна кар'єра
У дорослому футболі дебютував 1957 року виступами за команду клубу «Комо», в якій провів один сезон, взявши участь у 32 матчах чемпіонату.
Своєю грою за цю команду привернув увагу представників тренерського штабу клубу «Інтернаціонале», до складу якого приєднався 1958 року. Відіграв за «нераззуррі» наступні дев'ять сезонів своєї ігрової кар'єри. Більшість часу, проведеного у складі «Інтернаціонале», був основним гравцем захисту команди. За цей час тричі виборював титул чемпіона Італії, ставав володарем Кубка чемпіонів УЄФА (двічі), володарем Міжконтинентального кубка (також двічі).
Згодом з 1967 по 1970 рік грав у складі команд клубів «Болонья» та «Наполі», знов на нетривалий час повертався до «Інтернаціонале».
Завершив професійну ігрову кар'єру у клубі з рідного міста «Кремонезе», за команду якого виступав протягом 1970—1973 років.

## Виступи за збірну
1963 року дебютував в офіційних матчах у складі національної збірної Італії. Протягом кар'єри у національній команді, яка тривала 6 років, провів у формі головної команди країни 21 матч, забивши 1 гол. У складі збірної був учасником чемпіонату світу 1966 року в Англії, а також домашнього чемпіонату Європи 1968 року, на якому італійці стали континентальними чемпіонами.

## Кар'єра тренера
Розпочав тренерську кар'єру відразу ж по завершенні кар'єри гравця, 1973 року, увійшовши до тренерського штабу клубу «Кремонезе» як тренер однієї з молодіжних команд.
Згодом очолював команду клубу «Сант'Анджело». Останнім місцем тренерської роботи був інший нижчоліговий клуб «Фіоренцуола», команду якого Арістиде Гварнері очолював як головний тренер 1986 року.

## Титули і досягнення
- Чемпіон Італії (3):

«Інтернаціонале»: 1962–63, 1964–65, 1965–66
- Володар Кубка чемпіонів УЄФА (2):

«Інтернаціонале»: 1963–64, 1964–65
- Володар Міжконтинентального кубка (2):

«Інтернаціонале»: 1964, 1965
- Чемпіон Європи (1):

 Італія: 1968